# Сан-Теренцо
Сан-Теренцо (італ. San Terenzo) — село на північному заході Італії у провінції Ла Спеція. Адміністративно належить до муніципалітету Леричі.

## Назва
Село названо на честь монаха святого Теренція з Луні, який, за легендою, похоронений у VIII столітті у горі поблизу Сан-Теренцо.